# Пакостник 2
„Пакостник 2“ (на английски: Problem Child 2) е американски комедиен филм от 1991 г. и е продължение на „Пакостник“ (1990). Режисьор е Браян Левант (в режисьорския му дебют), продуциран е от Робърт Симъндс (който също продуцира първия филм), по сценарий на Скот Александър и Лари Карасзевски, и участват Джон Ритър, Майкъл Оливър, Лорейн Нюман, Ейми Ясбек и Джак Уордън.